# Manlala
Manlala ist ein osttimoresischer Ort, Aldeia und Suco im Verwaltungsamt Soibada (Gemeinde Manatuto).

## Der Ort
Der Ort Manlala liegt im Süden des Sucos, auf einer Meereshöhe von 543 m. Hier befindet sich die Grundschule des Sucos, die Escola Primaria Manlala. Manlala gehört zum Siedlungszentrum Soibada, ebenso wie die beiden anderen Orte im Suco Lehutula und Dauloroc (Dauroloc).

## Der Suco

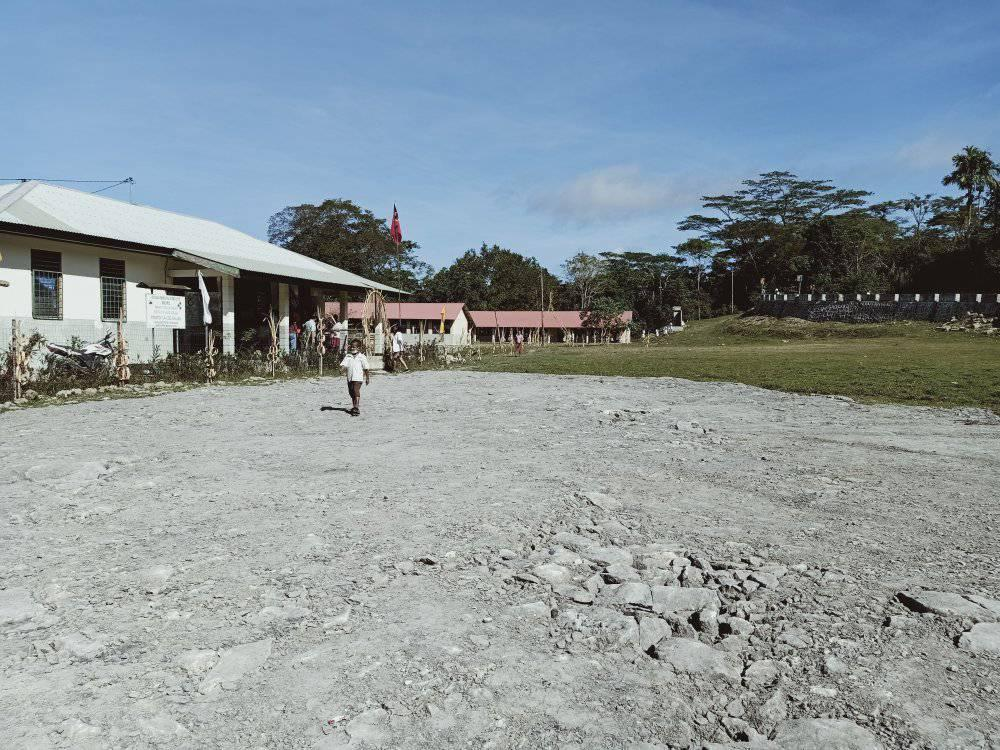
Der Ort Salau im Osten des Sucos

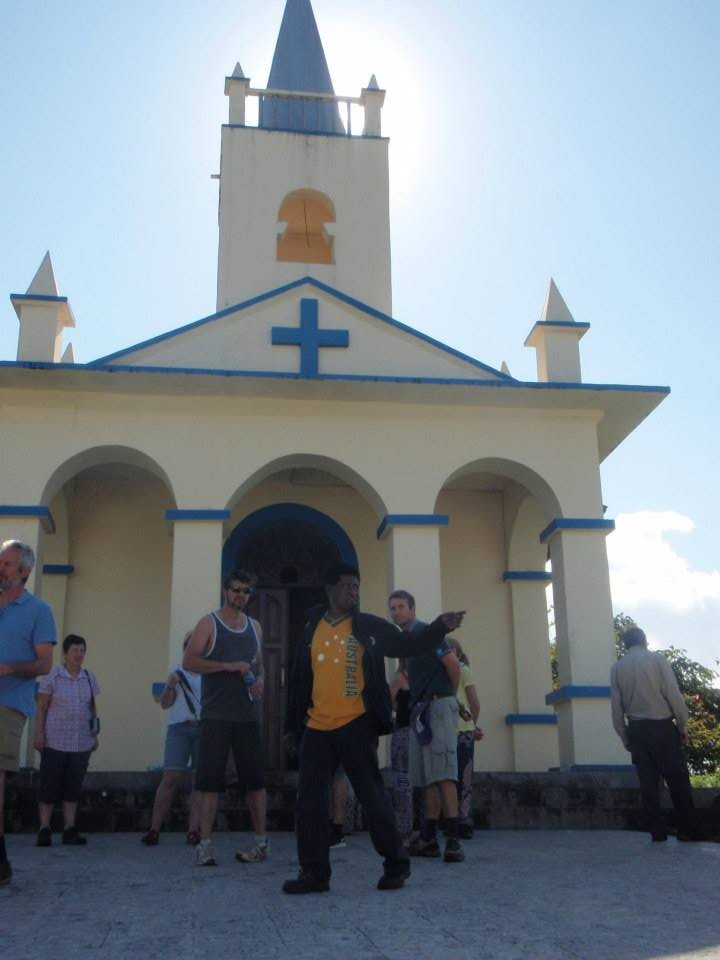
Kapelle der Heiligen Mutter von Aitara

In Manlala leben 1.494 Einwohner (2022), davon sind 757 Männer und 737 Frauen. Im Suco gibt es 207 Haushalte. Fast 96 % der Einwohner geben Tetum Terik als ihre Muttersprache an. Minderheiten Tetum Prasa, Mambai, Idaté, Idalaka, Habun oder Bunak.
Vor der Gebietsreform 2015 hatte Manlala eine Fläche von 16,70 km². Nun sind es 9,24 km². Der Suco liegt im Norden des Verwaltungsamts Soibada. Im Osten und im Süden befindet sich der Suco Leo-Hat, im Südwesten der Suco Samoro und im Westen die Sucos Fatumaquerec und Maun-Fahe. Nördlich von Manlala liegt das Verwaltungsamt Laclubar mit den Sucos Manelima und Orlalan. Von Nord nach Süd fließt durch Manlala der Fluss Sáhen, der an der Nordgrenze durch Zusammentreffen des Grenzflusses Buarahuin und dem aus dem Norden kommenden Bun entsteht.
Etwa eine Meile nördlich des Siedlungszentrums liegt der Hügel Aitara (608 m), auf dessen Gipfel sich ein großer Banyan-Baum steht. Dieser Ort gilt seit je her als heilig. Neben dem Baum befindet sich ein Marienschrein, welcher der Heiligen Mutter von Aitara (Nossa Senhora de Aitara) geweiht ist. Sie soll hier an einem 16. Oktober mehreren Frauen erschienen sein, weswegen in Soibada um 1900 die Mission errichtet wurde. Die den Schrein umgebende, moderne Kapelle ist auf dem Fundament der Kapelle aus der Kolonialzeit errichtet worden. Sie ist heute ein nationaler Pilgerort, an dem mit einer großen Feier jährlich an die Erscheinung gedacht wird.
Im Suco befinden sich die zwei Aldeias Dauloroc und Manlala.

## Geschichte
1977 marschierten die Indonesier in Soibada ein. Die Einwohner aus Manlala flohen in die Wälder von Lehutala, wo sie Hütten nahe ihren Anpflanzungen errichteten. Kurz darauf mussten sie weiter nach Fatuberlio fliehen, wo ebenfalls Hütten, Gärten und sogar eine kleine Schule aufgebaut wurden. Hier starben einige Einwohner durch Hunger und Krankheiten. Zwei Monate später erfolgten erneute Angriffe durch die Indonesier, weswegen die Menschen aus Manlala nun innerhalb Fatuberlios wieder fliehen mussten. Die Ernte ging dadurch verloren. Die letzte Flucht, die drei Monate dauerte, begann im August 1978 nach weiteren Angriffen der indonesischen Armee. Schließlich ergaben sich die Einwohner.

## Politik
Bei den Wahlen von 2004/2005 wurde Agilio Joanico E. da Costa zum Chefe de Suco gewählt. Bei den Wahlen 2009 gewann António Soares da Costa und 2016 João Baptista Alves.